# Bisdom Itabira-Fabriciano
Het bisdom Itabira-Fabriciano (Latijn: Dioecesis Itabirensis-Fabriciannensis) is een rooms-katholiek bisdom met als zetels Itabira en Coronel Fabriciano, in Brazilië. Het bisdom is suffragaan aan het aartsbisdom Mariana.

## Geschiedenis
Het bisdom werd opgericht op 14 juni 1965, als bisdom Itabira, uit delen van de aartsbisdommen Diamantina en Mariana. Op 1 juni 1979 veranderde het van naam naar bisdom Itabira-Fabriciano. 

## Parochies
Het bisdom had in 2021 een oppervlakte van 8.888 km2 en telde 1.155.000 inwoners waarvan 60,0% rooms-katholiek was.

## Bisschoppen
- Marcos Antônio Noronha (7 juli 1965 - 7 november 1970)
- Mário Teixeira Gurgel (26 april 1971  - 15 mei 1996)
- Lélis Lara (15 mei 1996 - 22 januari 2003; coadjutor sinds 6 december 1995, hulpbisschop sinds 6 december 1976)
- Odilon Guimarães Moreira (22 januari 2003 - 21 februari 2013)
- Marco Aurélio Gubiotti (21 februari 2013 - heden)

Mariana (aartsbisdom) · Caratinga · Governador Valadares · Itabira-Fabriciano